# Niger aux Jeux paralympiques d'été de 2024
Le Niger participe aux Jeux paralympiques d'été de 2024 à Paris, en France du 28 août au 8 septembre 2024. Il s'agit de sa 6e participation à des Jeux paralympiques d'été.

## Nombre d’athlètes qualifiés par sport
La délégation nigérienne n'a comporté qu'un seul sportif qualifié (en parataekwondo) :
| Sport     | Hommes | Femmes | Total |
| --------- | ------ | ------ | ----- |
| Taekwondo | 1      | 0      | 1     |
| Total     | 1      | 0      | 1     |

## Taekwondo
Ide Oumarou Djabirou participe au tournoi de parataekwendo dans la classe hommes K44 des moins de 58 kg.